# Autoba latistriga
Autoba latistriga là một loài bướm đêm trong họ Erebidae.